# Allcinema
Allcinema (jap. オールシネマ) – internetowa baza danych japońskich filmów prowadzona przez Stingray Co., Ltd. od 2003 roku. Wcześniej znana jako allcinema ONLINE, została nominowana w rankingu „Badań marek internetowych 2010” przeprowadzonym przez Nikkei BP.
Do 2001 roku strona nosiła nazwę Zenyoga ONLINE (全洋画ONLINE). Pierwotnie była to internetowa wersja płyty CD-ROM Windows Shinema gaido zenyoga (シネマガイド 全洋画) wydanej przez Stingray w 1996 roku. Drugie wydanie, opublikowane w 1997 roku, obejmuje zarówno filmy japońskie, jak i zagraniczne.
Od czasów Zenyoga ONLINE (全洋画ONLINE), jest ona powszechnie używana jako jedna ze standardowych stron do wyszukiwania tytułów filmów i aktorów w języku japońskim.